# ترنس لیندل
ترنس لیندل (انگلیسی: Terrance Lindall؛ زادهٔ ۱۹۴۴) یک نقاش اهل ایالات متحده آمریکا است.